# Atypophthalmus (Atypophthalmus) barthelemyi
Atypophthalmus (Atypophthalmus) barthelemyi is een tweevleugelige uit de familie steltmuggen (Limoniidae). De soort komt voor in het Afrotropisch gebied.